# 紀念日 (齊秦專輯)
《紀念日》是齊秦的第六張專輯，由虹音樂工作室製作，於1989年9月8日發行。

## 專輯文案
紀念日，現代式…
糖果日、剪髮日、藍色失意日…
今天，在你的人生中只有一次，
每張笑靨，每串淚珠，
每個深深的感覺，都值得你好好紀念！

紀念青春，紀念生命，
每天，都是你一生中最重要的紀念日！

紀念日，未來式…
明日，後日；下個世紀，下個光年…
未來，總出現在你我的夢裡，
那時的世界可還有聯考?還有戰爭?
那時的你我，可仍會哭？仍會笑？仍有愛恨？仍有煩惱？
問號，驚嘆號的日子，
在屬於未來的紀念日！

## 曲目
全碟作曲：虹　全碟編曲：凃惠源
| 曲序     | 曲目                   |          | 时长  |
| -------- | ---------------------- | -------- | ----- |
| 1.       | 紀念日                 | 羅聖爾   | 6:44  |
| 2.       | 妳是天上最遠的那顆星星 | 李格弟   | 4:40  |
| 3.       | 遙遠的天空底下         | 虹       | 4:10  |
| 4.       | 荒                     | 李格弟   | 4:04  |
| 5.       | 虹                     | 虹       | 6:06  |
| 6.       | 給未來的孩子           | 虹       | 5:11  |
| 7.       | 思念是一種病           | 虹       | 4:09  |
| 8.       | 飛行魚                 | 羅聖爾   | 6:46  |
| 9.       | 自己的心情自己感受     | 曲祐良   | 6:42  |
| 10.      | 戰鼓                   | 羅聖爾   | 4:00  |
| 总时长： | 总时长：               | 总时长： | 52:32 |

## 製作名單
監製：段鍾潭
製作：虹音樂工作室
製作總監：齊秦
製作人：劉天健
編曲：凃惠源
吉他：江建民
貝斯：劉天健
鍵盤：凃惠源
鼓：徐德昌
和聲編寫：林美滿
和聲：林美滿、李琳、黃秀偵
錄音師：鍾國泰 (白金)、王廣武、馬兆狀 (雅絃)
混音：鍾國泰 (白金)
錄音室：白金錄音室、雅弦錄音室
攝影：陳福堂
平面設計：李明道
造型：鄭健國、陳顧芳
創意總監：王念慈

## 發行版本
- 卡式錄音帶

- 黑膠

- CD

## 音樂錄影帶
- 紀念日

- 妳是天上最遠的那顆星星

- 思念是一種病